# 麥當傑
麥當傑（英語：Michael Mak，1958年8月16日—），香港導演，其兄是著名電影人麥當雄，兩兄弟經常一起合作。他導演的電影代表作包括《停不了的愛》、《省港旗兵2》、《玉蒲團之偷情寶鑑》和《黑金》。 

## 生平
麥當傑早年就讀高主教書院。他在中學畢業後加入無線電視擔任助理編導，拍過《家變》、《大亨》等電視劇。後來轉到佳藝電視任職，接拍《金刀情俠》。離開佳視後，他曾擔任多部功夫電影的幕後工作。 1979年轉入麗的電視，1981年正式投入電影行業。曾任衛視中文台總監和有線電視節目監製。 2006年應方逸華之邀重返無線，現為台灣無線衛星電視(TVBS)黃金娛樂台總監。

## 電視劇 (無線電視)
- 1977年《家變》、
- 1978年《大亨》

## 電視劇 (佳藝電視)
- 1978年《金刀情俠》

## 電視劇 (麗的電視)
- 1979年《沈勝衣》
- 1979年《天蠶變》
- 1979年《俠盜風流》
- 1979年《怒劍鳴》
- 1980年《湖海爭霸錄》
- 1980年《大內群英》
- 1980年《浪濺長堤》
- 1980年《太極張三豐》
- 1981年《浴血太平山》
- 1981年《女媧行動》
- 1981年《武俠帝女花》

## 电影
- 俏皮女学生 (1982)
- 神探光頭妹 (1982)
- 停不了的爱 (1984)
- 開心樂園 (1985)
- 歡場 (1985)
- 省港旗兵2 (1987)
- 月亮星星太阳 (1988)
- 尽诉心中情 (1988)
- 法内情大结局 (1989)
- 省港旗兵3 (1989)
- 省港旗兵4：地下通道(1990)
- 歲月風雲之上海皇帝 (1992)
- 危险情人 (1992)
- 玉蒲团之偷情宝鉴 (1992)
- 新流星蝴蝶剑 (1993)
- 上海皇帝之雄霸天下 (1993)
- 中俄列车大劫案 (1995)
- 黑金 (1997)